# Fantoches
Fantoches est une mélodie pour voix et piano de Claude Debussy composée en 1882 sur un poème de Paul Verlaine.

## Présentation
Fantoches est daté du 8 janvier 1882 et composé sur un texte de Paul Verlaine extrait du recueil Fêtes galantes (Paris, Lemerre, 1869, p. 25),. Debussy est l'un des tout premiers compositeurs à mettre en musique les poèmes de Verlaine.
L'incipit de l'œuvre est : « Scaramouche et Pulcinella ».
La mélodie est dédiée à Marie Vasnier, soprano colorature et première muse du compositeur.
Avec quatre autres mélodies, Debussy intègre Fantoches à une suite sous le titre de « Fêtes galantes » dans le recueil manuscrit « Chansons » qu'il offre fin 1884 à Mme Vasnier, avec l'envoi suivant : « À Madame Vasnier/Ces chansons qui n'ont jamais/vécues que par elle, et qui perdront/leur grâce charmeresse si jamais plus/elles ne passent par sa bouche/de fée mélodieuse./l'auteur éternellement/reconnaissant/CD. ».
L'ordre de la suite est :
1. Pantomime
2. En sourdine
3. Mandoline
4. Clair de lune
5. Fantoches

Un des manuscrits autographes, Ms. 17716 (1), est conservé à la BnF (no 5 du « recueil Vasnier », ancienne collection Henry Prunières). Un autre est conservé à la Public Library for Performing Arts de New York (ancienne collection Arturo Toscanini).
Le musicologue Roger Nichols relève que dans « cette première tentative sur des vers de Verlaine [...] l’atmosphère angoissante est créée dès le début avec un chromatisme saisissant et la voix entre de façon inattendue sur une dissonance ».
L'œuvre connaît ensuite une version révisée, « tout particulièrement la partie pianistique, mais également la partie vocale », en 1891-1892, dans le premier recueil de Fêtes galantes du compositeur,.
La durée moyenne d'exécution de la pièce est d'une minute trente environ.
Dans le catalogue des œuvres du compositeur établi par le musicologue François Lesure, Fantoches porte le numéro L 26 (21).

## Discographie
- Debussy : mélodies de jeunesse, Donna Brown et Stéphane Lemelin, ATMA Classique, 2001.
- Claude Debussy : intégrale des mélodies, 4 CD, Liliana Faraon et Magali Léger (sopranos), Marie-Ange Todorovitch (mezzo-soprano), Gilles Ragon (ténor), François Le Roux (baryton), Jean-Louis Haguenauer (piano), Ligia Digital, 2014[8],[9].
- Debussy Songs vol. 4, Lucy Crowe (en) (soprano), Malcolm Martineau (piano), Hyperion Records CDA68075, 2018.
- Claude Debussy : The complete works, CD 19, Gilles Ragon (ténor), Jean-Louis Haguenauer (piano), Warner Classics, 2018[10].